# Театр темних Пелюсток
 Театр темних Пелюсток  — другий студійний альбом тернопільского гурту Холодне сонце.
Презентація відбулась 16 березня 2008 року у київському театрі «Сузір'я». Захід відвідали Сашко Положинський, Павло Гудімов, Галина Тельнюк, письменниця Наталка Шевченко та учасники гурту С.К.А.Й.

## Композиції
1. Enter the Theatre
2. Попіл
3. У чужому теплі
4. Твоє Ім'я
5. Для Неї
6. Цілунок
7. Він не вартий
8. Коли твоя Мрія вмирає
9. Я кохаю Тебе
10. Де росли ці Квіти
11. Ти згасаєш
12. Поверни (feat. «Янгол Кореллі»)
13. Завтра може не прийти
14. В останні хвилини (feat. А. Букіна)
15. Outro

## Цікаві факти
- «Холодне Сонце» та Анастасія Букіна [Архівовано 15 березня 2022 у Wayback Machine.] (з якою записана спільна пісня «В останні Хвилини») жодного разу не співали на одній сцені.
- Пісня «Поверни» разом з гуртом «Янгол Кореллі» записана як студійний проект і також ніколи не виконувалась наживо.
- Пісні «Завтра може не прийти» та «В останні Хвилини» не присвячені тематиці кохання, як решта пісень в альбомі. Василь Гоцко написав їх незадовго після смерті матері, в яких говорить про швидкоплинність життя і марнотратство благ, даних Богом людині.